# Cette chanson
Albums de Léo Ferré
Léo Ferré 1916-19...
(1966) Léo Ferré chante Baudelaire
(1967)
Cette chanson ou La Marseillaise est un album de Léo Ferré paru chez Barclay en 1967. Initialement paru sans titre, l'album est parfois nommé par le premier titre du disque, parfois par le second, plus emblématique.

## Autour de l'album
- Référence originale :

La réédition de l'album sur support CD en 2003 propose pour la première fois le titre À une chanteuse morte, dédié à Édith Piaf et censuré par Barclay à l'époque.

## Titres
Textes et musiques sont de Léo Ferré.
- Le couplage qui est donné ici est celui du vinyle original[1], où la chanson Pacific Blues - titre enregistré en 1961, censuré, puis ressorti du tiroir en 1967 pour « compenser » la nouvelle censure dont Ferré fait l'objet - se substitue à la chanson À une chanteuse morte. Pacific Blues en édition CD est désormais diffusé sur l'album Les Chansons interdites... et autres).

- Ainsi que le couplage de l'édition CD de 2003, qui « restaure » À une chanteuse morte. Cette édition fait désormais référence.

| No  | Titre                  | Durée |
| --- | ---------------------- | ----- |
| 1.  | Cette chanson          | 5:41  |
| 2.  | La Marseillaise        | 3:55  |
| 3.  | Ils ont voté           | 2:11  |
| 4.  | Quartier Latin         | 3:53  |
| 5.  | À une chanteuse morte  | 1:42  |
| 6.  | La Banlieue            | 2:48  |
| 7.  | On est pas des saints  | 3:20  |
| 8.  | Salut, Beatnik !       | 3:48  |
| 9.  | Le Bonheur             | 2:38  |
| 10. | C'est un air           | 3:59  |
| 11. | Les Gares et les Ports | 2:56  |
| 12. | Le Lit                 | 4:59  |

## Production
- Arrangements et direction musicale : Jean-Michel Defaye
- Prise de son : Gerhard Lehner
- Supervision : Jean Fernandez
- Crédits visuels : Hubert Grooteclaes